# Cloruro de bencilideno

El cloruro de bencilideno es un compuesto orgánico de fórmula molecular C6H5CHCl2.  Es un líquido incoloro con efectos lacrimógenos y es usado en la síntesis de compuestos orgánicos.
El cloruro de bencilideno es producido por una reacción por radicales libres llamada cloración del tolueno fotocatalizada, está precedida por la formación del cloruro de bencilo y seguida por la formación del cloruro de bencilidino (o tricloruro de bencilo):
C6H5CH3  +  Cl2   →  C6H5CH2Cl +  HCl
C6H5CH2Cl  +  Cl2   →  C6H5CHCl2  +  HCl
C6H5CHCl2  +  Cl2   →  C6H5CCl3  +  HCl
La mayoría de los cloruros de bencilideno son hidrolizados para formar benzaldehido:
C6H5CHCl2  +  H2O   →  C6H5CHO  +  2 HCl
La adición de una base fuerte al dicloruro de bencilideno genera fenilcarbeno.